# La Sinistra l'Arcobaleno
La Sinistra l'Arcobaleno (detta comunemente Sinistra Arcobaleno o l'Arcobaleno) è stata una lista elettorale italiana formatasi per le elezioni politiche del 2008 dall'accordo tra quattro partiti dell'area della sinistra: il Partito della Rifondazione Comunista (PRC), il Partito dei Comunisti Italiani (PdCI), la Federazione dei Verdi (FdV) e Sinistra Democratica (SD).
La lista nacque al termine dell'Assemblea della Sinistra e degli Ecologisti svoltasi l'8 e il 9 dicembre 2007 alla Fiera di Roma e si poneva come obiettivo l'unificazione in un'unica formazione politica dei partiti a sinistra del neonato Partito Democratico.
Il nome era frutto di un compromesso fra diverse posizioni: il nome la Sinistra si ispirava all'equivalente tedesco Die Linke, mentre l'Arcobaleno era il nome alternativo proposto dai Verdi, i quali rifiutavano di essere considerati di sinistra in senso stretto. Nel logo erano presenti i colori dell'arcobaleno, simbolo che aveva già avuto un ruolo centrale nel movimento pacifista e di protesta contro la guerra in Iraq del 2003.

## Storia

### Il processo unitario
Già nel 2000, la direzione del PdCI aveva proposto una federazione che riunisse le forze post-comuniste, alla sinistra di quella che poi sarebbe divenuta La Margherita. Tale proposta fu però accolta freddamente tanto da Rifondazione, che riteneva tale eventualità meno importante rispetto alla comunione con i movimenti, tanto dai DS, più interessati ad alleanze al centro.
Il processo capta successivamente anche l'interesse di Rifondazione Comunista che avvia la costruzione della Sinistra Europea, una formazione che si proporrà di riunire le forze di sinistra europee e, in Italia, movimenti e persone pronti a scendere in politica "a sinistra". Pur rimanendo formalmente contraria alla federazione, Rifondazione si avvia pertanto anch'essa lungo la strada che porterà all'unità federativa.
Nel frattempo, alle elezioni politiche del 2006 PdCI e Verdi (che sotto la guida di Alfonso Pecoraro Scanio erano divenuti parte integrante di quella che vari opinionisti denominano sinistra radicale) si presentano insieme per il Senato sotto le insegne della lista comune Insieme con l'Unione.
Il processo di unificazione a sinistra subisce un'accelerazione decisiva in seguito al IV Congresso dei DS (aprile 2007) che decreta la nascita del Partito Democratico e la contestuale scissione della componente facente capo a Fabio Mussi, che fonda Sinistra Democratica. Il 31 maggio 2007 si svolge la prima riunione dei segretari e dei capigruppo dei quattro partiti interessati, mentre il 7 giugno si tiene a Roma la prima assemblea pubblica dei parlamentari di PRC, PdCI, Verdi e SD, riuniti per delineare una posizione politica comune ed avere più voce all'interno della coalizione.
L'8 e il 9 dicembre 2007, presso la Nuova Fiera di Roma, si tiene l'assemblea della Sinistra e degli Ecologisti, che dà vita al nuovo soggetto politico denominato la Sinistra - l'Arcobaleno.

### La caduta del Governo Prodi II e le elezioni politiche del 2008
In seguito alla caduta del Governo Prodi II, datata 24 gennaio 2008, e dello scioglimento delle Camere dopo il fallimento del tentativo di formare un Governo Marini, i leader, i capigruppo e i ministri dei quattro partiti della Sinistra Arcobaleno hanno maturato, dopo un vertice avvenuto il 5 febbraio 2008, la scelta irreversibile di presentarsi con liste unitarie alla tornata elettorale imminente e di proporre come leader della federazione e capo della forza politica l'ex Segretario di Rifondazione Fausto Bertinotti.
Nello stesso periodo Franco Giordano ha inoltre lanciato un appello al Partito Democratico perché venisse stipulato un "accordo alla luce del sole" al fine di evitare l'eccessiva egemonia del Centro Destra; la proposta è però stata respinta dal segretario del PD Walter Veltroni e dalla classe dirigente del Partito Democratico. La Sinistra - l'Arcobaleno si presenta quindi senza alleanze alle elezioni del 13 e 14 aprile 2008.
Il 19 febbraio si raggiunge un accordo sulla composizione delle liste unitarie: l'intesa prevede che i prossimi gruppi parlamentari di Camera e Senato abbiano una rappresentanza del Prc al 45%, di Verdi e Pdci al 19% e di Sd al 17%.
La nuova formazione, il cui candidato premier è l'ex presidente della Camera Fausto Bertinotti, ha impostato la propria campagna elettorale sui temi tradizionalmente cari alle forze discendenti dal movimento operaio (lavoro, salari, pensioni, precarietà), a cui vengono unite le tematiche ambientaliste tipiche della Federazione dei Verdi, l'impegno per la pace, per i diritti civili e la tutela della laicità dello Stato. A tutto questo si univa infine la promessa di una forte opposizione ad un eventuale governo di larghe intese, di cui Bertinotti si è dichiarato strenuo oppositore.
Alle elezioni politiche del 2008 la Sinistra Arcobaleno, al di sotto di ogni previsione, si attesta attorno al 3% dei voti, non superando le soglie di sbarramento e non eleggendo dunque nessun rappresentante né alla Camera né al Senato. Nelle elezioni regionali del Friuli-Venezia Giulia, tenutesi lo stesso giorno delle elezioni politiche, la lista ottiene invece il 5,65% dei voti e 32.041 preferenze, riuscendo così ad eleggere due consiglieri regionali.
A fronte di tale risultato elettorale, Fausto Bertinotti ha quindi annunciato le proprie dimissioni da leader politico della Sinistra Arcobaleno e da dirigente di Rifondazione Comunista.

### Sviluppi successivi
A seguito del fallimento elettorale, il cartello elettorale si scioglie: il PdCI annuncia l'abbandono del progetto della Sinistra Arcobaleno e propone una costituente dei partiti comunisti italiani, mentre anche all'interno dei Verdi e del PRC vi è una spaccatura tra chi propone il rilancio del soggetto unitario e chi il suo abbandono.
L'esperienza de la Sinistra l'Arcobaleno viene invece rivendicata da chi sostiene la creazione di un nuovo partito unitario della sinistra: nasce così l'Associazione per la Sinistra, embrione di quello che nel dicembre 2009 diventerà Sinistra Ecologia Libertà, a cui partecipano Sinistra Democratica, il Movimento per la Sinistra (scissione dal PRC dei bertinottiani guidati da Nichi Vendola) e Unire la Sinistra (ex corrente del PdCI guidata da Umberto Guidoni).
Nel frattempo Rifondazione, Comunisti Italiani, Socialismo 2000 e Consumatori Uniti si presentano alle europee del 2009 in una Lista Comunista e Anticapitalista, che diventerà poi, con l'uscita dei Consumatori Uniti, la Federazione della Sinistra (5 dicembre 2009).

## Composizione
| Partito | Partito                                    | Ideologia principale | Leader                  |
| ------- | ------------------------------------------ | -------------------- | ----------------------- |
|         | Federazione dei Verdi (FdV)                | Ambientalismo        | Alfonso Pecoraro Scanio |
|         | Partito dei Comunisti Italiani (PdCI)      | Comunismo            | Oliviero Diliberto      |
|         | Partito della Rifondazione Comunista (PRC) | Comunismo            | Franco Giordano         |
|         | Sinistra Democratica (SD)                  | Socialdemocrazia     | Fabio Mussi             |

## Risultati elettorali
| Elezione       | Elezione  | Voti      | %    | Seggi |
| -------------- | --------- | --------- | ---- | ----- |
| Politiche 2008 | Camera    | 1 124 418 | 3,08 | -     |
| Senato         | 1 053 154 | 3,21      | -    |       |